# A ló túloldalán (Így jártam anyátokkal)
A ló túloldalán az Így jártam anyátokkal című televízió-sorozat nyolcadik évadának tizedik epizódja. Eredetileg 2012. december 10-én vetítették, míg Magyarországon 2013. október 21-én.
Ebben az epizódban Robin egyre gyanakvóbbá válik Barney és Patrice viszonyával kapcsolatban. Marshall felfedezi, hogy az anyja és Lily apja összejöttek egy társkereső oldalon. 

## Cselekmény
Az epizód elején a banda összes tagja, kivéve Barneyt, szekrényekbe vannak bezárkózva és telefonon tartják egymással a kapcsolatot. Jövőbeli Ted elmagyarázza, hogy is kerültek oda.
Egy héttel korábban Marshall és Lily megkérték Tedet, hogy adja oda nekik a felfújható matracát, mert Marshall anyja a városba érkezik. Mikor Ted nemet mond, a szemlátomást megnyugodott Lily előhúz egy listát, amin hotelek és egyéb szállások elérhetőségei vannak. Marshall felkapja a vizet, mert nem akarja, hogy az anyja máshol aludjon, de Ted továbbra sem hajlandó segíteni, mégpedig azért nem, mert elege lett abból, hogy a barátai folyton kölcsönkérik a cuccait, de sosem adják vissza. Elmeséli, milyen volt, amikor Stuart kölcsönkérte a piros cowboycsizmáját, és nem adta vissza másnap, pedig megígérte – Ted pedig véletlenül botrányt csinált, amikor rémes embernek nevezte őt a lánya keresztelőjén.
Ezután azon kezdenek tanakodni, hol lehet Barney. Valószínűleg Patrice-szel lehet, feltételezik, akinek kiment a válla, miután visszaszerezte Robin táskáját, amit el akartak lopni (Robin ennek ellenére kiabált vele, mert megkarcolta a bőrt). Robin nem hiszi el, hogy ez az egész dolog valóságos lehet, úgy véli, hogy ezt Barney direkt miatta csinálja, kompenzál, hogy tényleg megpróbáljon túllenni rajta. A többiek hiába próbálnak észérveket használni, mit sem ér. Ted szerint Barney átesett a ló túloldalára: egy szexi sztriptíztáncossal járt, akiben egyáltalán nem bízott meg, és most éppen az ellenkező típusú nővel jön össze. Aznap este később Lily próbálja győzködni Marshallt, hogy az anyjának Tednél lesz a legjobb helye, de Marshall ellenkezik, még úgy is, hogy mivel Mickey is ott lesz náluk vigyázni Marvinra, túl sokan lesznek.
Váratlanul megérkezik Robin, aki közli, hogy ami Barney és Patrice között van, az nem valódi, és meg kell akadályozni, hogy ezt folytassák. Még a Taktikai Könyvről is beszélt Patrice-nek, aki ennek ellenére is megbízik Barneyban – Robin pedig azt állítja, hogy ő az egészet csak Patrice miatt csinálja, akit Barney nyilván felültet. Így azt tervezi, hogy ellopja a Taktikai Könyvet és bemutatja azt Patrice-nek. Mindannyian próbálják győzködni, hogy ne csináljon hülyeséget, de Robin végül bejut Barney lakásába, méghozzá Ted fúrójával.
Amikor megérkezik Judy, elmondja, hogy túltette magát a gyászon és készen áll megismerkedni férfiakkal, de ezt még ne mondja el Marshallnak, mert a szívére venné. Randizási tippeket kér tőle, Lily pedig készségesen segít. Ezalatt Robin teljesen átkutatja Barney lakását, de semmit nem talál. Végül egy titkos rejtekhelyre jut be, de ott is csak a Tesókódex van. Amikor megpróbál készíteni magának egy italt, egy másik rejtekhelyet fedez fel, de ott meg David Lee Roth önéletrajza van. Váratlanul megérkezik Barney, Robinnak pedig gyorsan el kell rejtőznie a szekrényben. Robin elkeseredve hallja, hogy Barney Patrice-szel telefonál, aki hamarosan átjön karácsonyi dekorációt készíteni, azzal a szándékkal, hogy kizárt dolog, hogy elhagyják a lakást egész este. Robin Tedet hívja segítségül, azzal az ígérettel, hogy visszaadja neki a kölcsönkért "Hóbortos hétvége" DVD-t. Ez idő alatt Marshall a babahívón keresztül véletlenül meghallja, hogy az anyja és Mickey kikezdenek egymással. Teljesen kiborul és nem tudja elfogadni a helyzetet, így végül ő is a szekrénybe menekül. Mickey megpróbálja kicsalogatni azzal, hogy vizet locsolgat, hátha attól vécére kell mennie, de ez nem válik be. 
Miközben Barney a lakást díszíti (Ted díszeivel), csöngetnek. Ted az, és azt állítja, hogy Hugh Hefner itt van az épületben. Míg Barney távol van, Robin tovább is kutakodik, és végül sikerrel jár. Ekkor visszaérkeznek, és kénytelen újra elbújni a könyvvel, de a táskáját figyelmetlenül elől hagyja. Ted nem hajlandó többet segíteni, de aztán Robin hirtelen észreveszi, hogy a piros cowboycsizma ott van a szekrényben. Egy visszaemlékezésből kiderül, hogy Stuart tévedésből Barneynak vitte vissza azt, aki elfogadott egy kihívást, hogy abban csajozzon be. Robin meg akarja vágni a zsebkésével zsarolásképp a csizmát, de Ted közli, hogy az az ő kése, és 2 évvel ezelőtt kérte tőle kölcsön (és valóban, rajta is van a neve). Végül csak visszajön és közli Barneyval, hogy tévedett, és igazából Jon Bon Jovi van odalent. Ez a trükk sem válik be, Robin pedig egyre idegesebb lesz. Ted beszökik a lakásba, hogy megszerezze a táskát, de ekkor megérkezik Patrice (Ted díszeivel...), így kénytelen elrejtőzni ő is. Robin kétségbeesésében Lilyt hívja, ám az ő telefonja ott csöng ki a szobában... egy ideje már ő is ott van, de mielőtt elmondhatná, hogy került oda, az ő telefonja is csöngeni kezd: Marshall hívja. Miután beszéltek, elmondja, mit csinál itt: mivel otthon nagy a zsúfoltság, ide járt anyatejet szívni, és Ted minihűtőjével tartotta a tejet hidegen. De most azért rejtőzött el, hogy megakadályozza Robint, hogy hülyeséget csináljon. Robin nem adja oda személyesen a Taktikai Könyvet, hanem Barney ágyára fekteti. Patrice megtalálja és kérdőre vonja őt. Barney azonban ahelyett, ahogy Robin várta volna, nem hazudozik összevissza, hanem elkezd őszintén beszélni. Patrice dühös lesz, majd kimennek az erkélyre vitatkozni. Robin és Lily megpróbálnak elmenekülni, de csak Ted szekrényéig jutnak. Barney szerint hiába a Taktikai Könyv, Patrice segítségével jobb ember lett, és ezért az ő kérésére a szemétbe dobja a könyvet, majd felgyújtja azt. Ezután otthagyják a lakást, és Robin is kénytelen látni, milyen jól megvannak együtt.
Hazaérkezve Lily megpróbálja kicsalni a szekrényből Marshallt, de végül ő lesz az, aki elhányja magát, amikor megtudja, hogy Judy az apjával jött össze. Este aztán a bárban épp barney lesz az, aki megnyugtatja őket, hogy semmi baj nincs a kapcsolatukkal, mert az emberek meg tudnak változni. Robin ezt nem hiszi el, és közbelépést akar szervezni Barneynak – mígnem a barátai neki szerveznek egyet. Marshall és Lily végül elfogadják szüleik párkapcsolatát... egész addig, míg nem közlik, hogy ez nem kapcsolat, ez csak szex.

## Kontinuitás
- Felbukkan az epizódban a Tesókódex.
- Ismét közbelépést szerveznek.
- Visszatér Ted piros csizmája. ("Kiárusítás")
- Barney bulimixét ismét megemlítik ("A limó")
- Marshall ismét a halas stand upjából ad elő.
- "A költözés" című részben jött rá Marshall és Lily, hogy a lakásban szinte minden cucc Tedé.

## Jövőbeli visszautalások
- A "Fergeteges hétvége" című részből kiderül, hogy Barney nem az igazi Taktikai Könyvet égette el. Ugyanis az eredeti fekete bőrkötésű, ez a másolata azonban barnás alapú, arannyal szegélyezett.

## Vendégszereplők
- Ellen D. Williams – Patrice
- Suzie Plakson – Judy Eriksen
- Chris Elliott – Mickey
- Matt Boren – Stuart
- Suzi Barrett – Sandra
- Matthew Rocheleau – Stephen
- Amy Holland Pennell – Christy

## Fordítás
- Ez a szócikk részben vagy egészben  a   The Over-Correction című angol Wikipédia-szócikk ezen változatának fordításán alapul.  Az eredeti cikk szerkesztőit annak laptörténete sorolja fel. Ez a jelzés csupán a megfogalmazás eredetét és a szerzői jogokat jelzi, nem szolgál a cikkben szereplő információk forrásmegjelöléseként.